# Marga Barbu
Marga Barbu (Aknasugatag, 1929. február 24. – Bukarest, 2009. március 31.) román színésznő.

## Életpályája
Bukarestben a Színházművészeti Főiskolán tanult. Diplomája megszerzése után 1951-ben a fővárosban a Hadsereg Színházhoz szerződött. 1953-tól szerepelt filmekben; Dinu Negreanu filmjében debütált. 1965–1968 között a Comedia társulatának tagja volt. 1968-ban visszatért a Hadsereg Színházhoz, és itt szerepelt 1993-ig.
Legnépszerűbb alakítása a kalandos, romantikus betyártrilógia hősnője, Anita.

## Színházi szerepei
- William Shakespeare: Antonius és Cleopatra....Cleopatra
- Rostand: Cyrano de Bergerac....Roxan
- Beaumarchais: Figaro házassága....Cherubino

## Filmjei
- Akasztottak erdeje (1965)
- Betyárok (1966)
- Szüzek elrablása (1968)
- A betyárok bosszúja (1968)
- Az ujjlenyomat (1969)
- Betyárkapitány (1970)
- Az utolsó töltény (1973)
- Fegyvercsempészek (1982)
- A csontok útja (1982)
- A sárga rózsa visszatér (1983)
- Az ezüstálarcos (1985)
- A türkiz nyakék (1985)